# Jacek Świątkowski (trener)
Jacek Świątkowski jest szefem instruktorów i prezesem w Polskim Stowarzyszeniu Hung Gar Kung Fu. Jego głównym stylem, który propaguje jest styl Hung Gar Kung Fu. Sztukami walki zajmuje się od ponad dwudziestu lat. Był jednym z prekursorów Kung-fu w Polsce. Rozpoczął treningi Kung Fu w 1979 roku w szkole prowadzonej przez Krzysztofa Łozińskiego i Wietnamczyka Hai Nam. Od 1982 r. samodzielnie zaczął prowadzić zajęcia w jednej z grup treningowych w Ognisku TKKF Błyskawica. Był członkiem założycielem wielu organizacji chińskich sztuk walki, które powstawały w tamtych czasach między innymi Polskiego Zrzeszenia Kung Fu Wu Shu. W nim też przez wiele lat działał w zarządzie będąc także trenerem Kadry Narodowej. Aktualnie jest Prezesem Polskiego Stowarzyszenia Hung Gar Kung Fu oraz Sekretarzem Generalnym Polskiej Unii Dalekowschodnich Sztuk Walki. Brał udział jako zawodnik w Mistrzostwach Świata w 1988 r. w Shenzhen (Chiny) i Mistrzostwach Europy w 1989 r. w Chietti (Włochy).
Podczas Mistrzostw Świata w Shenzhen poznał Si Fu Lam Chuen Ping’a i został przez niego zaproszony na staż treningowy do jego szkoły w Barcelonie. Na stażach treningowych w szkole Lam Chuen Pinga przebywał jeszcze wiele razy nawet po kilka miesięcy w roku doskonaląc swoje umiejętności w wielu systemach tam ćwiczonych między innymi w Choy Lee Fut, Pak Mei, Xing Yi, Pak Siu Lum (Bei Shaolin), Shuai Jiao oraz San Da. Jako jedyna osoba w Polsce posiada mistrzowski stopień stylowy Hung Gar Kung Fu nadany przez Si Fu Lam Chuen Pinga w Chow Wing Tak Association.
Oprócz tego posiada stopień trenera nadany przez Spanish Wu Shu Federation oraz stopień Mistrza Polskiego Zrzeszenia Kung Fu Wu Shu. Jako jeden z nielicznych poznał dwie główne linie Hung Gar Kung Fu w wersjach Tang Funga i Lam Sai Winga wraz z formą Tit Shi Kuen (Żelaznej Liny) będącą ukoronowaniem systemu. Linię Lam Sai Wing’a poznawał nauczany przez Si Fu Lam Chuen Pinga, a wersję Lam Sai Winga bezpośrednio w przekazie od Si Gun Chiu Waia.
Oprócz działania w ramach chińskich sztuk walki zajmuje się także nurkowaniem, w której to dziedzinie doszedł także do stopnia instruktorskiego (Dive Control Specialist) w organizacji SSI (Scuba Schools International).
W 2004 roku Jacek Świątkowski zdobył na Mistrzostwach Świata Hung Gar Kung Fu złoty i srebrny medal w kategorii Form Krótkich i Form Zaawansowanych. W 2012 roku na Mistrzostwach Świata Wushu Tradycyjnego w Huangshan, Chiny zdobył 2 brązowe medale w konkurencji form ręcznych oraz kija.
Od 2008 roku rozpoczął treningi Smoczych Łodzi (Dragon Boat) w tym czasie zdobył dwa złote oraz dwa srebrne medale Mistrzostw Świata. Do tego kilkadziesiąt złotych, srebrnych i brązowych medali Mistrzostw Europy oraz Mistrzostw Polski.
W grudniu 2016 został wybrany na Prezesa Zarządu Polskiego Związku Wushu.